# 버서커 (프로게이머)
버서커(본명: 김민철, 2003년 5월 25일 ~ )은 대한민국의 리그 오브 레전드 프로게이머로 포지션은 AD 캐리이다. 아이디는 Berserker이다. 현재 DN 프릭스에서 활동하고 있다.

## 선수 생활
2021시즌을 앞두고 T1의 2군팀으로 콜업되면서 프로 커리어를 시작했다. 2021시즌 종료 후 팀에서 퇴단했다.
2022시즌을 앞두고 LCS의 클라우드 나인에 입단했다. 2024시즌 종료 후 팀에서 퇴단했다.
2025시즌을 앞두고 광동 프릭스에 입단했다.

## 소속팀
| # | 팀명          | 소속 기간               | 소속 리그 | 비고 |
| - | ------------- | ----------------------- | --------- | ---- |
| 1 | T1            | 2020.12.09 ~ 2021.11.16 | LCK       |      |
| 2 | 클라우드 나인 | 2020.11.20 ~ 2024.09.20 | LCS       |      |
| 3 | 광동 프릭스   | 2024.11.19 ~            | LCK       |      |

## 수상 내역
- LCK 아카데미 시리즈 2020 8월 대회 준우승
- LCK 아카데미 시리즈 2020 9월 대회 우승
- LCK 아카데미 시리즈 2020 10월 대회 우승
- LCK 챌린저스 리그 스프링 2021 우승
- 리그 오브 레전드 챔피언십 시리즈 2022 챔피언십 우승
- 리그 오브 레전드 챔피언십 시리즈 2022 챔피언십 결승전 Player of the Series